# Pterostichus miao
Pterostichus miao  (лат.) — вид жуков рода птеростихи (Pterostichus) семейства жужелицы (Carabidae). Эндемик Китая, Гуанси-Чжуанский автономный район:  Maoershan Mt. (N25.87°, E110.41°), высота 2100 м.

## Описание
Отличается от близких видов близким расположением задних щетинок к задним углам, единственной средне-латеральной щетинкой на пронотуме, округлыми задними углами переднеспинки и строением гениталий.
Наземные подвижные жуки чёрного цвета (усики и лапки красновато-коричневые), длиной около 1 см (12,5 мм). Глаза крупные, выпуклые; развиты две супраорбитальные щетинки. Пронотум округлый. Средние бёдра ног с двумя щетинками по заднему краю и одним коротким субапикальным шипиком; тазики задних ног с двумя щетинками; задние вертлуги с одной сетой. VIII-й стернум брюшка самок с полупрозрачной областью в середине. Вид был впервые описан в 2015 году китайскими энтомологами Х. Ши (College of Forestry, Beijing Forestry University, Пекин, Китай) и Х. Ляном (Institute of Zoology, Chinese Academy of Sciences, Пекин) и включён в состав подрода Circinatus. Видовое название дано по местности обнаружения: Maoershan Mt. (Кошачья гора). Обычное китайское прозвище для домашних кошек это  “Miao”, что и стало основой для эпитета таксона.